# Más poder
Más Poder es el álbum debut del grupo peruano de rock fusión La Sarita, producido el año 1999 por el sello discográfico IEMPSA.
Consta de 12 canciones más 1 bonus track, en general, el disco nos ofrece la fusión del rock con diferentes estilos de música, sobre todo del folklore peruano.

## Lista de canciones
1. Más Poder (4:13)
2. Simeón (5:09)
3. China Hereje (3:52)
4. Viento (5:17)
5. Aguajal (5:46)
6. Colegiala (4:38)
7. ¿Qué Pasa? (5:08)
8. Otilia Dolor (5:24)
9. Provinciano III (5:11)
10. Silbando (5:32)
11. Esclavo (6:01)
12. Globalizate (5:33)

- Bonus Track: El Tísico (1:43) (Felipe Pinglo Alva)

Todos los temas fueron compuestos por Julio Pérez Luyo, a excepción de los temas: Viento (Víctor Casahuaman Bendezu), Aguajal (Teodomiro Salazar Medrano), Colegiala (Walter León Aguilar) y Silbando (Juan Rojas Tapia). 
Curiosidad:
En el tema China Hereje incluyen una pequeña adaptación del tema original China Hereje, que es un vals criollo peruano (Juan Pedro López).